# ناحیه بلمونت، شهرستان ایروکوی، ایلینوی
ناحیه بلمونت (به انگلیسی: Belmont Township) یک منطقهٔ مسکونی در ایالات متحده آمریکا است که در شهرستان ایروکوی، ایلینوی واقع شده‌است. ناحیه بلمونت ۱۹۸ متر بالاتر از سطح دریا واقع شده‌است.